# Mitar Martinović
Mitar Martinović, cyr. Митар Мартиновић (ur. 8 listopada 1870 we wsi Bajice, zm. 11 lutego 1954 w Belgradzie) – czarnogórski polityk i wojskowy, premier Czarnogóry, generał.

## Życiorys
Urodził się we wsi Bajice niedaleko Cetynii. Ukończył Scuola Militare Teulié w Mediolanie oraz akademię wojskową w Turynie (1890). W 1900 roku opublikował pracę pt. „Duch wojenny i dyscyplina”. W 1902 roku został awansowany do stopnia brygadiera. Od 4 kwietnia 1907 do 1 września 1910 był ministrem wojny Czarnogóry. 19 czerwca 1912 został premierem kraju, ministrem sił zbrojnych oraz p.o. ministra spraw zagranicznych. Funkcje te pełnił do 8 maja 1913. W trakcie I wojny bałkańskiej był dowódcą oddziału oblegającego Szkodrę. Na początku I wojny światowej dowodził oddziałami w Hercegowinie i nad Driną. W 1915 roku był delegatem armii czarnogórskiej do naczelnego dowództwa armii rosyjskiej. Po wojnie został przyjęty do armii Królestwa Serbów, Chorwatów i Słoweńców w randze generała. W 1921 roku odszedł na emeryturę.